# Glenea chujoi
Glenea chujoi är en skalbaggsart som beskrevs av Mitono 1937. Glenea chujoi ingår i släktet Glenea och familjen långhorningar.
Artens utbredningsområde är Taiwan. Inga underarter finns listade i Catalogue of Life.